# Charigny

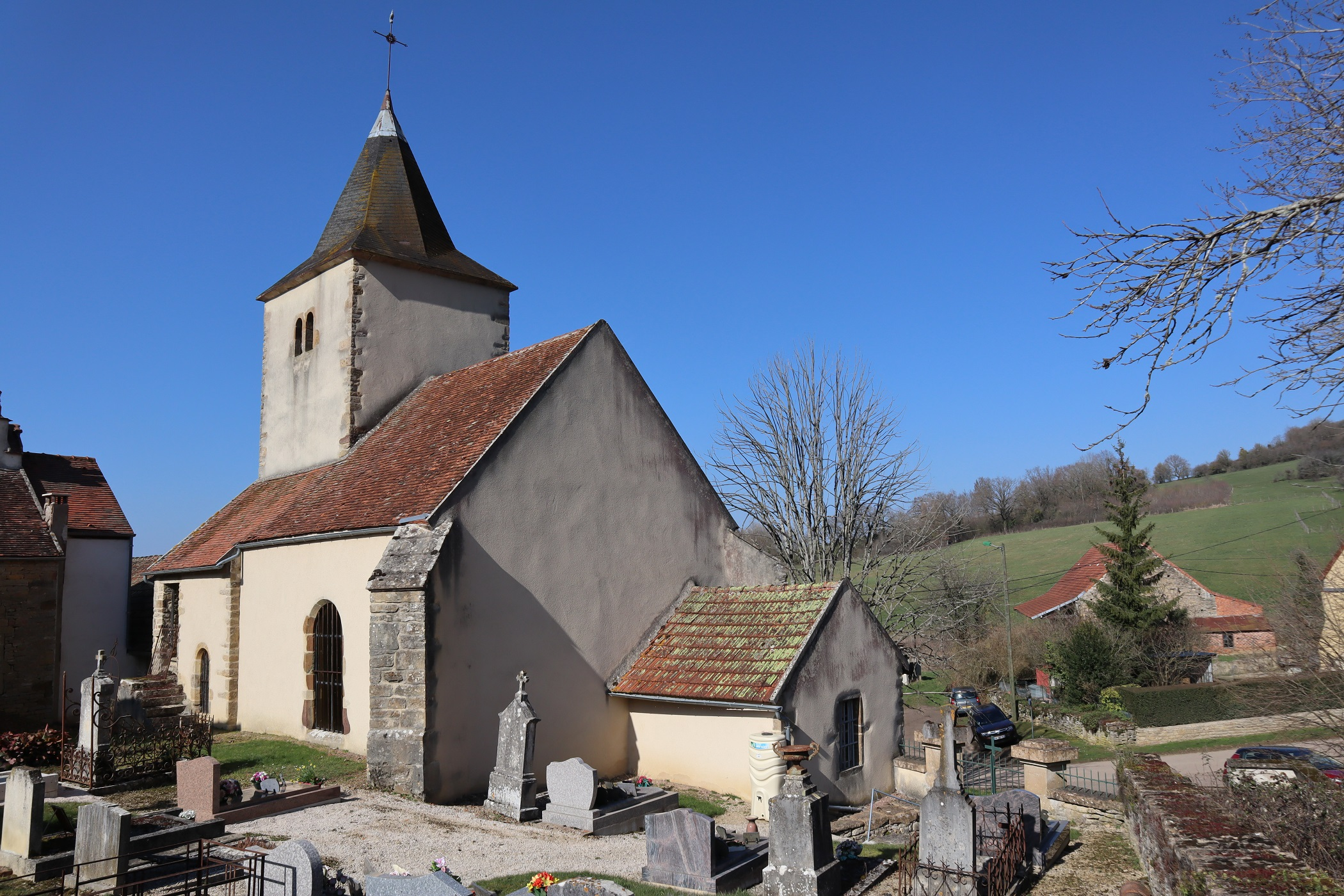
Kirche Saint-Martin-et-Saint-Renobert in Charigny (2021).

Charigny ist eine französische Gemeinde mit 199 Einwohnern (Stand 1. Januar 2022) im Département Côte-d’Or in der Region Bourgogne-Franche-Comté. Sie gehört zum Kanton Semur-en-Auxois und zum Arrondissement Montbard.
Nachbargemeinden sind Marigny-le-Cahouët im Norden, Sainte-Colombe-en-Auxois im Osten, Braux im Süden und Villeneuve-sous-Charigny im Westen.

## Bevölkerungsentwicklung
| Jahr                       | 1962 | 1968 | 1975 | 1982 | 1990 | 1999 | 2008 | 2016 |
| -------------------------- | ---- | ---- | ---- | ---- | ---- | ---- | ---- | ---- |
| Einwohner                  | 34   | 41   | 46   | 41   | 37   | 35   | 42   | 35   |
| Quellen: Cassini und INSEE |      |      |      |      |      |      |      |      |